# Alex Oxlade-Chamberlain
Alexander Mark David Oxlade-Chamberlain (Portsmouth, Hampshire, Inglaterra, Reino Unido, 15 de agosto de 1993) es un futbolista británico. Juega como mediocampista y desde 2023 milita en el Beşiktaş J. K. de la Superliga de Turquía.

## Trayectoria

### Southampton F. C.
Alex se unió a la academia del Southampton FC a los 7 años de edad. Luego de irse abriendo paso a través de las diferentes categorías juveniles del club, Alex fue promovido al equipo de reservas en la temporada 2009-10, siendo todavía jugador del equipo juvenil. En esa misma temporada, Alex logró hacer su debut con el primer equipo, el 2 de marzo de 2010, en la victoria por 5-0 sobre el Huddersfield Town, cuando contaba con tan sólo 16 años y 199 días de edad, siendo el segundo jugador más joven en haber debutado con el Southampton, solamente superado por Theo Walcott.
En la temporada 2010-11, Alex hizo su debut como titular en la Football League Cup ante el Bournemouth, el 10 de agosto de 2010. En ese partido, Alex también debutó como goleador, al haber anotado al minuto 86 el 2-0 definitivo. Diez días después, Alex firmó un contrato profesional con el Southampton, con una duración de 3 años. Su primer partido como titular en la liga fue el 4 de septiembre de 2010 en la derrota del Southampton por 2-0 ante el Rochdale AFC, mientras que su primer gol fue el 23 de octubre de 2010 en la victoria por 2-1 sobre el Oldham Athletic. El 2 de noviembre de 2010, Alex anotó su primer doblete con el Southampton en la victoria por 4-0 sobre el Dagenham & Redbridge, en donde también dio una asistencia de gol. Debido a su buena actuación en ese encuentro, Alex fue elegido el Jugador del Partido por primera vez en su carrera.
El 22 de marzo de 2011, en un encuentro ante el Charlton Athletic, Alex sufrió una lesión en su pie que lo mantuvo fuera de las canchas durante poco más de un mes. Su regreso sería hasta el 7 de mayo de 2011 en la victoria por 3-1 sobre el Walsall FC, en donde también anotó el tercer gol del Southampton. A pesar de esto, fue incluido en el Equipo del Año de la Football League One gracias a su buen desempeño durante la temporada.

### Arsenal F. C.
Varios equipos de la Premier League, incluidos el Chelsea, el Liverpool, el Arsenal y el Manchester United, mostraron interés en contratar al jugador. Sin embargo, al final fueron los «gunners» los que lograron su contratación el 8 de agosto de 2011, al haber pagado al Southampton un monto de £12 millones.
Su debut con el Arsenal en la Premier League sería, el 28 de agosto de 2011, en la derrota por 8-2 frente al Manchester United, al haber entrado al minuto 62 por Francis Coquelin. Luego, el 20 de septiembre de 2011, Alex anotaría su primer gol con el Arsenal en la victoria por 3-1 sobre el Shrewsbury Town en la Football League Cup. El 28 de septiembre marcó su primer gol en Liga de Campeones ante el Olympiacos. Con ese tanto, se convirtió en el inglés más joven en marcar en Liga de Campeones superando a Walcott. El 4 de febrero logró un doblete en la goleada por 7 a 1 ante el Blackburn. En la siguiente temporada no consiguió hacerse un hueco en el once titular, jugando muchos partidos saliendo desde el banquillo. Entre 2013 y 2016 sufrió varias lesiones de consideración, por lo que vio frenada su progresión.

### Liverpool F. C.
El 31 de agosto de 2017 se anunció su fichaje por el Liverpool, cifrado en 37,7 millones de €. El 17 de octubre logró su primer gol en la goleada por 0 a 7 ante el Maribor. Poco a poco, Jurgen Klopp le fue retrasando en el campo y le empezó a utilizar como centrocampista en lugar de extremo. El 4 de abril marcó gol en la ida de cuartos de final de la Liga de Campeones ante el Manchester City (3-0). El 24 de abril en la semifinal de ida contra la Roma sufrió una grave lesión de rodilla que le apartaría de los terrenos de juego por casi un año.

### Beşiktaş
El 14 de agosto de 2023 fichó por el Beşiktaş J. K., de la Superliga de Turquía, donde firmó contrato hasta junio de 2026.

## Vida personal
Desde 2016 mantiene una relación con la cantante Perrie Edwards. En mayo de 2021 se hizo público que iba a ser padre. El 21 de agosto de 2021 nació su primer hijo, Axel Oxlade-Chamberlain.

## Selección nacional

### Juveniles
Alex ha sido internacional con la selección de Inglaterra en las categorías sub-18, sub-19 y sub-21. Con la sub-18, Alex debutó el 16 de noviembre de 2010 en la victoria de su equipo por 3-0 sobre Polonia. El 26 de enero de 2011, Alex fue convocado por primera vez a la sub-19 para disputar un partido amistoso ante Alemania, el cual se disputaría el 8 de febrero. Sin embargo, el 2 de febrero de 2011, Alex fue convocado a la sub-21 para un partido amistoso ante Italia, el cual también se disputaría el 8 de febrero. Alex comenzó el encuentro en la banca y entró de cambio al minuto 60 por Henri Lansbury, aunque su equipo fue derrotado por 1-0.

### Selección absoluta
El 16 de mayo de 2012, fue convocado por Roy Hodgson para participar con la selección absoluta en la Eurocopa 2012. Su debut con la selección mayor se produjo el 26 de mayo de 2012, en la victoria ante Noruega por la mínima diferencia. El 12 de octubre marcó su primer tanto en la goleada sobre San Marino en un encuentro válido para la clasificación al Mundial de Brasil 2014.
El 12 de mayo de 2014, Oxlade-Chamberlain fue incluido por el entrenador Roy Hodgson en la lista final de 23 jugadores que representarán a Inglaterra en la Copa Mundial de Fútbol de 2014. Sin embargo, una lesión le impidió participar en cualquiera de los tres partidos.

### Participaciones en Copas del Mundo
| Torneo          | Sede   | Resultado      | Partidos | Goles |
| --------------- | ------ | -------------- | -------- | ----- |
| Mundial de 2014 | Brasil | Fase de grupos | 0        | 0     |

### Participaciones en Eurocopas
| Copa          | Sede              | Resultado        | Partidos | Goles |
| ------------- | ----------------- | ---------------- | -------- | ----- |
| Eurocopa 2012 | Polonia y Ucrania | Cuartos de final | 3        | 0     |

## Estadísticas

### Clubes
Actualizado al último partido disputado el 11 de mayo de 2025.
| Club                         | Div.          | Temporada     | Liga  | Liga  | Copas nacionales | Copas nacionales | Torneos internacionales | Torneos internacionales | Total | Total |
| Club                         | Div.          | Temporada     | Part. | Goles | Part.            | Goles            | Part.                   | Goles                   | Part. | Goles |
| ---------------------------- | ------------- | ------------- | ----- | ----- | ---------------- | ---------------- | ----------------------- | ----------------------- | ----- | ----- |
| Southampton F. C. Inglaterra | 3.ª           | 2009-10       | 2     | 0     | -                | -                | -                       | -                       | 2     | 0     |
| Southampton F. C. Inglaterra | 3.ª           | 2010-11       | 34    | 9     | 7                | 1                | -                       | -                       | 41    | 10    |
| Southampton F. C. Inglaterra | Total club    | Total club    | 36    | 9     | 7                | 1                | 0                       | 0                       | 43    | 10    |
| Arsenal F. C. Inglaterra     | 1.ª           | 2011-12       | 16    | 2     | 6                | 1                | 4                       | 1                       | 26    | 4     |
| Arsenal F. C. Inglaterra     | 1.ª           | 2012-13       | 25    | 1     | 4                | 1                | 4                       | 0                       | 33    | 2     |
| Arsenal F. C. Inglaterra     | 1.ª           | 2013-14       | 14    | 2     | 4                | 1                | 2                       | 0                       | 20    | 3     |
| Arsenal F. C. Inglaterra     | 1.ª           | 2014-15       | 23    | 1     | 5                | 0                | 9                       | 2                       | 37    | 3     |
| Arsenal F. C. Inglaterra     | 1.ª           | 2015-16       | 22    | 1     | 6                | 1                | 5                       | 0                       | 33    | 1     |
| Arsenal F. C. Inglaterra     | 1.ª           | 2016-17       | 29    | 2     | 9                | 3                | 7                       | 1                       | 45    | 7     |
| Arsenal F. C. Inglaterra     | 1.ª           | 2017-18       | 3     | 0     | 1                | 0                | 0                       | 0                       | 4     | 0     |
| Arsenal F. C. Inglaterra     | Total club    | Total club    | 132   | 9     | 35               | 7                | 31                      | 4                       | 198   | 20    |
| Liverpool F. C. Inglaterra   | 1.ª           | 2017-18       | 32    | 3     | 3                | 0                | 7                       | 2                       | 42    | 5     |
| Liverpool F. C. Inglaterra   | 1.ª           | 2018-19       | 2     | 0     | 0                | 0                | 0                       | 0                       | 2     | 0     |
| Liverpool F. C. Inglaterra   | 1.ª           | 2019-20       | 30    | 4     | 5                | 1                | 8                       | 3                       | 43    | 8     |
| Liverpool F. C. Inglaterra   | 1.ª           | 2020-21       | 13    | 1     | 1                | 0                | 3                       | 0                       | 17    | 1     |
| Liverpool F. C. Inglaterra   | 1.ª           | 2021-22       | 17    | 2     | 6                | 1                | 6                       | 0                       | 29    | 3     |
| Liverpool F. C. Inglaterra   | 1.ª           | 2022-23       | 9     | 1     | 3                | 0                | 1                       | 0                       | 13    | 1     |
| Liverpool F. C. Inglaterra   | Total club    | Total club    | 103   | 11    | 18               | 2                | 25                      | 5                       | 146   | 18    |
| Beşiktaş J. K. Turquía       | 1.ª           | 2023-24       | 20    | 4     | 2                | 0                | 8                       | 0                       | 30    | 4     |
| Beşiktaş J. K. Turquía       | 1.ª           | 2024-25       | 18    | 1     | 2                | 0                | 0                       | 0                       | 20    | 1     |
| Beşiktaş J. K. Turquía       | Total club    | Total club    | 38    | 5     | 4                | 0                | 8                       | 0                       | 50    | 5     |
| Total carrera                | Total carrera | Total carrera | 309   | 34    | 64               | 10               | 64                      | 9                       | 437   | 53    |

(*) Incluye la Copa Mundial de Clubes de la FIFA.
- (*) Premier League, Football League One.

### Selección nacional
| \| PJ \| Fecha \| Ciudad \| Local \| Resultado \| Visitante \| Competición \| Goles \| Asist. \| \| --- \| ------------------------ \| -------------- \| ---------- \| --------- \| ---------- \| -------------------------- \| ----- \| ------ \| \| 1. \| 26 de mayo de 2012 \| Oslo \| Noruega \| 0–1 \| Inglaterra \| Amistoso \| 0 \| 0 \| \| 2. \| 2 de junio de 2012 \| Londres \| Inglaterra \| 1–0 \| Bélgica \| Amistoso \| 0 \| 0 \| \| 3. \| 11 de junio de 2012 \| Donetsk \| Francia \| 1–1 \| Inglaterra \| Eurocopa 2012 \| 0 \| 0 \| \| 4. \| 15 de junio de 2012 \| Kiev \| Suecia \| 2–3 \| Inglaterra \| Eurocopa 2012 \| 0 \| 0 \| \| 5. \| 19 de junio de 2012 \| Donetsk \| Inglaterra \| 1–0 \| Ucrania \| Eurocopa 2012 \| 0 \| 0 \| \| 6. \| 7 de septiembre de 2012 \| Chisináu \| Moldavia \| 0–5 \| Inglaterra \| Eliminatorias Mundial 2014 \| 0 \| 0 \| \| 7. \| 11 de septiembre de 2012 \| Londres \| Inglaterra \| 1–1 \| Ucrania \| Eliminatorias Mundial 2014 \| 0 \| 0 \| \| 8. \| 12 de octubre de 2012 \| Londres \| Inglaterra \| 5–0 \| San Marino \| Eliminatorias Mundial 2014 \| 1 \| 0 \| \| 9. \| 16 de octubre de 2012 \| Varsovia \| Polonia \| 1–1 \| Inglaterra \| Eliminatorias Mundial 2014 \| 0 \| 0 \| \| 10. \| 22 de marzo de 2013 \| Serravalle \| San Marino \| 0–8 \| Inglaterra \| Eliminatorias Mundial 2014 \| 1 \| 1 \| \| 11. \| 29 de mayo de 2013 \| Londres \| Inglaterra \| 1–1 \| Irlanda \| Amistoso \| 0 \| 0 \| \| 12. \| 2 de junio de 2013 \| Río de Janeiro \| Brasil \| 2–2 \| Inglaterra \| Amistoso \| 1 \| 0 \| \| 13. \| 14 de agosto de 2013 \| Londres \| Inglaterra \| 3–2 \| Escocia \| Amistoso \| 0 \| 0 \| \| 14. \| 5 de marzo de 2014 \| Londres \| Inglaterra \| 1–0 \| Dinamarca \| Amistoso \| 0 \| 0 \| |                          |                |            |           |            |                            |       |        |
| PJ | Fecha                    | Ciudad         | Local      | Resultado | Visitante  | Competición                | Goles | Asist. |
| 1. | 26 de mayo de 2012       | Oslo           | Noruega    | 0–1       | Inglaterra | Amistoso                   | 0     | 0      |
| 2. | 2 de junio de 2012       | Londres        | Inglaterra | 1–0       | Bélgica    | Amistoso                   | 0     | 0      |
| 3. | 11 de junio de 2012      | Donetsk        | Francia    | 1–1       | Inglaterra | Eurocopa 2012              | 0     | 0      |
| 4. | 15 de junio de 2012      | Kiev           | Suecia     | 2–3       | Inglaterra | Eurocopa 2012              | 0     | 0      |
| 5. | 19 de junio de 2012      | Donetsk        | Inglaterra | 1–0       | Ucrania    | Eurocopa 2012              | 0     | 0      |
| 6. | 7 de septiembre de 2012  | Chisináu       | Moldavia   | 0–5       | Inglaterra | Eliminatorias Mundial 2014 | 0     | 0      |
| 7. | 11 de septiembre de 2012 | Londres        | Inglaterra | 1–1       | Ucrania    | Eliminatorias Mundial 2014 | 0     | 0      |
| 8. | 12 de octubre de 2012    | Londres        | Inglaterra | 5–0       | San Marino | Eliminatorias Mundial 2014 | 1     | 0      |
| 9. | 16 de octubre de 2012    | Varsovia       | Polonia    | 1–1       | Inglaterra | Eliminatorias Mundial 2014 | 0     | 0      |
| 10. | 22 de marzo de 2013      | Serravalle     | San Marino | 0–8       | Inglaterra | Eliminatorias Mundial 2014 | 1     | 1      |
| 11. | 29 de mayo de 2013       | Londres        | Inglaterra | 1–1       | Irlanda    | Amistoso                   | 0     | 0      |
| 12. | 2 de junio de 2013       | Río de Janeiro | Brasil     | 2–2       | Inglaterra | Amistoso                   | 1     | 0      |
| 13. | 14 de agosto de 2013     | Londres        | Inglaterra | 3–2       | Escocia    | Amistoso                   | 0     | 0      |
| 14. | 5 de marzo de 2014       | Londres        | Inglaterra | 1–0       | Dinamarca  | Amistoso                   | 0     | 0      |

### Resumen estadístico
| Competición             | Partidos | Goles | Promedio |
| ----------------------- | -------- | ----- | -------- |
| Premier League          | 118      | 10    | 0,08     |
| Football League One     | 36       | 9     | 0,25     |
| Football League Trophy  | 1        | 0     | 0        |
| Community Shield        | 2        | 1     | 0,50     |
| Copas nacionales        | 33       | 7     | 0,21     |
| Copas internacionales   | 27       | 4     | 0,14     |
| Selección de Inglaterra | 15       | 3     | 0,2      |
| Total                   | 232      | 34    | 0,14     |

## Palmarés

### Campeonatos nacionales
| Título           | Club            | País       | Año     |
| ---------------- | --------------- | ---------- | ------- |
| FA Cup           | Arsenal F. C.   | Inglaterra | 2013-14 |
| Community Shield | Arsenal F. C.   | Inglaterra | 2014    |
| FA Cup           | Arsenal F. C.   | Inglaterra | 2014-15 |
| Community Shield | Arsenal F. C.   | Inglaterra | 2015    |
| FA Cup           | Arsenal F. C.   | Inglaterra | 2016-17 |
| Community Shield | Arsenal F. C.   | Inglaterra | 2017    |
| Premier League   | Liverpool F. C. | Inglaterra | 2019-20 |
| Copa de la Liga  | Liverpool F. C. | Inglaterra | 2021-22 |
| FA Cup           | Liverpool F. C. | Inglaterra | 2021-22 |
| Copa de Turquía  | Beşiktaş J. K.  | Turquía    | 2023-24 |

### Campeonatos internacionales
| Título                       | Club            | Sede     | Año     |
| ---------------------------- | --------------- | -------- | ------- |
| Liga de Campeones de la UEFA | Liverpool F. C. | Madrid   | 2018-19 |
| Supercopa de la UEFA         | Liverpool F. C. | Estambul | 2019    |
| Copa Mundial de Clubes       | Liverpool F. C. | Catar    | 2019    |

### Distinciones individuales
| Distinción                                              | Año  |
| ------------------------------------------------------- | ---- |
| Incluido en el Equipo del Año de la Football League One | 2011 |